# Morpho subscipio
Morpho subscipio är en fjärilsart som beskrevs av Le Moult 1926. Morpho subscipio ingår i släktet Morpho och familjen praktfjärilar. Inga underarter finns listade i Catalogue of Life.